# Ville Kyrönen
Wilhelm « Ville » puis « William » Kyrönen (né le 14 janvier 1891 à Nilsiä dans le Grand-duché de Finlande et mort le 24 mai 1959 à New York aux États-Unis) est un athlète finlandais spécialiste du cross-country et du marathon. Affilié au Milrose AC, il mesurait 1,65 m pour 55 kg.

## Biographie

### Palmarès
| Date | Compétition           | Lieu      | Résultat | Épreuve          | Performance   |
| ---- | --------------------- | --------- | -------- | ---------------- | ------------- |
| 1912 | Jeux olympiques d'été | Stockholm | 7e       | Cross individuel | 47 min 32 s 0 |

### Records
| Épreuve  | Performance     | Lieu | Date |
| -------- | --------------- | ---- | ---- |
| Marathon | 2 h 34 min 55 s |      | 1932 |